# Chiffrement côté client
Le chiffrement côté client (en anglais : client-side encryption) est la technique cryptographique de chiffrement des données du côté de l'expéditeur, avant que les données ne soient transmises à un serveur comme un service de stockage en nuage.
Le chiffrement côté client utilise une clé de chiffrement qui n'est pas disponible au fournisseur de services, ce qui rend impossible pour le fournisseur de déchiffrer les données hébergées. Le chiffrement côté client permet la création d'applications à connaissance zéro dont les fournisseurs ne peuvent pas accéder aux données stockées par leurs utilisateurs, offrant ainsi un haut niveau de confidentialité.
Le chiffrement côté client est une stratégie de sécurité des données exceptionnellement robuste. En éliminant la possibilité que les fournisseurs de services (ou les tiers qui peuvent contraindre les fournisseurs de services à fournir l'accès aux données) puissent consulter les données, le chiffrement côté client assure que les données stockées dans le nuage ne peuvent être visualisées que du côté client. Cela empêche la perte de données et la divulgation non autorisée de fichiers personnels ou privés, offrant une plus grande tranquillité d'esprit à la fois pour les utilisateurs personnels et les utilisateurs professionnels.
Les chercheurs universitaires et les consultants en sécurité fournissent des outils et du soutien pour aider les développeurs à inclure le chiffrement côté client dans leurs applications afin de protéger la confidentialité et l'intégrité de leurs informations,,.
Parmi les services de stockage en nuage qui fournissent le chiffrement côté client on compte Tresorit, Mega et SpiderOak. En février 2016, ni iCloud d'Apple,,, ni Google Drive, ni Dropbox ne fournissent le chiffrement côté client.